# Verfolgte und vertriebene Wissenschaftler der Goethe-Universität in der NS-Zeit
Verfolgte und vertriebene Wissenschaftler der Goethe-Universität in der NS-Zeit waren an der Frankfurter Goethe-Universität (JWGU) weit zahlreicher zu verzeichnen, als an anderen deutschen Universitäten. Das lag am besonderen Charakter der Frankfurter Universität, die erst 1914 als Stiftungsuniversität mit privaten Mitteln Frankfurter Bürger – darunter 35 jüdische Stifter, die 66 % des Stiftungskapitals aufbrachten – gegründet worden war. Damit einher ging die Erwartung an eine freie und liberale Universität, die anti-preußisch ausgerichtet war sowie die jüdische Integration vorantreiben und zur Lösung von Gegenwartsproblemen beitragen sollte. Die dadurch bedingte „einzigartige[…] politische[…] Aufladung der Frankfurter Universitätsidee bzw. der an dieser Hochschule betriebenen Wissenschaften“ zog reformorientierte Wissenschaftler an und bescherte der Universität einen besonders modernen und progressiven Ruf. Die inneruniversitär recht erfolgreiche jüdische Integration zeigte sich unter anderem daran, dass 1933 ungefähr ein Drittel der Professoren Juden waren. Nach der nationalsozialistischen Machtergreifung kam es infolgedessen zu massiven Säuberungsaktionen innerhalb des Lehrkörpers der sich seit 1932 Johann Wolfgang Goethe-Universität Frankfurt am Main (JWGU) nennenden Hochschule.

## Das Ausmaß der Vertreibung
„Der Faschisierungsprozeß der Studenten und der Professorenschaft begann lange vor 1933“, aber die komplette Gleichschaltung aller Bereiche von Politik, Gesellschaft und Kultur gemäß den nationalsozialistischen Vorstellungen nahm erst nach dem 30. Januar 1933 volle Fahrt auf und führte in Frankfurt zu einer sehr schnellen Säuberung der als verjudet angesehenen Universität. In einem 2007 publizierten Aufsatz kamen Michael Grüttner und Sven Kinas zu dem Ergebnis, dass vom Lehrkörper im Winter 1932/33 – 351 Personen – bis 1945 128 Personen entlassen worden seien. Das entsprach einer Entlassungsquote von 36,5 %, die damit noch über der von Berlin lag und weit über der anderer deutscher Hochschulen.
Was sich hinter dieser Zahl von 128 entlassenen Personen verbirgt, haben Grüttner und Kinas an anderer Stelle differenzierter dargestellt:
- Entlassungen (einschl. entlassungsähnliche Fälle): 128 (von 351)
  - Darunter Opfer der Rassenideologie: 115
  - Aus anderen Gründen entlassen: 13
- Von den Entlassenen sind emigriert: 95
- Nicht emigriert: 33
- Freiwilliger Rücktritt mit politischem Hintergrund: 2
  - davon emigriert: 2
- Vertreibungsverlust insgesamt: 130
- Opfer nationalsozialistischer Vernichtungspolitik: 6
- Suizide: 3

Hierbei ist zu beachten, dass Grüttner und Kinas – ähnlich wie andere Studien auch – ausschließlich den Lehrkörper der Universität, also Ordinarien, außerordentliche Professoren, Honorarprofessoren, Privatdozenten, Lektoren, Lehrbeauftragte und sonstige Lehrkräfte untersuchen. Die Verfolgung der nichthabilitierten Assistenten und des akademischen Mittelbaus, sofern er nicht an der Lehre beteiligt war, blieb unberücksichtigt. Welch große Anzahl von verfolgten Personen alleine an der Medizinischen Fakultät in dieser Personenkategorie existierte – 36 –, wurde von Udo Benzenhöfer und Monika Birkenfeld 2016 beispielhaft aufgearbeitet, vergleichbare Arbeiten fehlen aber für die anderen Fakultäten. Zudem gab es in Frankfurt eine große Anzahl universitätsnaher Institute – zum Beispiel das Institut für experimentelle Therapie, aus dem später das Paul-Ehrlich-Institut hervorging, oder das Institut für Sozialforschung –, deren Personal ebenso von den nationalsozialistischen Säuberungen betroffen war.
Bislang sind keine systematischen Untersuchungen über die Verfolgung nicht-akademischer Mitarbeiterinnen und Mitarbeiter bekannt. Einzige Hinweise in diese Richtung liefert ein Verzeichnis der Bediensteten, die 1933 zu Unrecht entlassen oder in den Ruhestand versetzt wurden, das 1945 für alle Dienststellen der Stadt Frankfurt erstellt wurde, und das im Abschnitt über das Städtische Krankenhaus in Sachsenhausen auch Rückschlüsse auf das verfolgte Personal der Medizinischen Fakultät ermöglicht. Und auch das Schicksal der verfolgten Studentinnen und Studenten nach 1933 ist bislang nur ansatzweise erforscht, so bei Gerda Stuchlik, Goethe im Braunhemd. Das ist im Falle der Frankfurter Universität um so gravierender, weil das ebenfalls im April 1933 in Kraft getretene Gesetz gegen die Überfüllung deutscher Schulen und Hochschulen den Anteil jüdischer Auszubildender auf 1,5 % beschränkte, in Frankfurt aber nahezu 10 % aller Studenten jüdisch waren.
Bei Grüttner und Kinas ist zudem der Untersuchungszeitraum ihrer Studie nicht klar. Sie erwecken einerseits den Eindruck, den gesamten Zeitraum zwischen 1933 und 1945 untersucht zu haben, andere Aussagen legen aber nahe, dass ihr Untersuchungszeitraum 1937 endet, dem Jahr, in dem die „letzten ‚nichtarischen‘ und teilweise auch (wie an der Universität Frankfurt am Main) die ‚jüdisch versippten‘ Emeriti […] aus den Verzeichnissen der Universitäten gestrichen“ wurden. Es sind aber auch Fälle bekannt, bei denen das ganze Ausmaß an Verfolgung und Entrechtung erst 1938/39 zum Tragen kam.
Zutreffend sprechen Grüttner und Kinas von „Opfern der Rassenideolgie“ als größter Gruppe unter den Verfolgten, während Renate Heuer und Siegbert Wolf in ihrer ansonsten richtungsweisenden Arbeit von den Juden der Frankfurter Universität sprechen und in jedem Fall die Glaubenszugehörigkeit als Kategorie nutzen. Dass es aber nicht um eine glaubensbedingte Verfolgung ging, sondern um eine zutiefst politische und rassenideologisch begründete, zeigt die Vielzahl der von Heuer/Wolf dokumentierten Fälle, bei denen für die Betroffenen der jüdische Glaube keine Rolle mehr gespielt hat. Sie waren längst aus der jüdischen Glaubensgemeinschaft ausgeschieden, konfessionslos oder christlich getauft, als die Nazis daran gingen, sie im Sinne einer unwissenschaftlichen Rassentheorie als Angehörige einer Rasse zu denunzieren, die es zu eliminieren gelte. Für viele Betroffene war das Attribut Jude, das ihre Verfolgung durch die Nazis begründete, eine ideologisch motivierte Fremdzuschreibung. Aber immerhin konnte Walter Platzhoff 1934 bei der Übernahme des Frankfurter Rektorats verkünden, dass der Ruf der Frankfurter Universität, eine „Hochburg des marxistisch-jüdischen Geistes“ zu sein, dank der radikaler als an anderen Universitäten vorgenommenen Säuberungen nun nicht mehr erhoben werden könne.
In einer Gesamtschau der Arbeiten von Heuer/Wolf, Grüttner/Kinas und Benzenhöfer/Birkenfeld und einiger verstreuten Quellen zeigt sich, dass die Zahl der Verfolgten und Vertriebenen der Frankfurter Universität – auch wenn weiterhin ausschließlich das wissenschaftliche Personal berücksichtigt wird –  deutlich über den von Grüttner/Kinas ermittelten Zahlen liegt. Die Zahl wäre noch höher, wenn die Personen berücksichtigt würden, die noch vor dem 30. Januar 1933 Frankfurt verlassen hatten und die dann an ihrer neuen Wirkungsstätte verfolgt und vertrieben wurden. Alleine aus der medizinischen Assistenschaft führen Benzenhöfer/Birkenfeld 13 Personen auf, die ein ähnliches Schicksal erlitten wie ihre in Frankfurt verbliebenen Kolleginnen und Kollegen. „Mindestens zwei aus dieser Gruppe überlebten die NS-Zeit nicht: Dr. Irma Jacoby wurde 1942 in Auschwitz ermordet, Dr. Charlotte Friedmann wurde 1939 in Hamburg in den Suizid getrieben. Besonders zu erwähnen ist noch Dr. Ruth Weidenreich, die in Auschwitz interniert war; sie überlebte das Lager.“
Der zuvor schon zitierte Platzhoff konnte im März 1939 zufrieden feststellen:

„Die nationalsozialistische Revolution von 1933 hat die Johann Wolfgang Goethe-Universität tiefgreifend umgewandelt und entscheidend fortentwickelt. Wie überall, so galt es auch in ihr das Schädliche und Gefährliche, das sich eingenistet hatte, rücksichtslos zu beseitigen, aber das Wertvolle zu erhalten und mit nationalsozialistischem Geiste zu erfüllen. […] Wie in der Stadt Frankfurt, so waren auch an ihrer Universität das artfremde Judentum und die marxistische Ideologie ein- und vorgedrungen. In der Systemzeit hatten immer mehr Juden und Anhänger des Marxismus Lehrstühle erlangt, deren Berufung nicht so sehr den Vorschlägen der Fakultäten wie dem damaligen Preußischen Kultusministerium zuzuschreiben war. In noch größerem Umfange als die beamteten Professoren gehörte der Nachwuchs diesen Kreisen an, zumal in der Medizinischen, der Wirtschafts- und Sozialwissenschaftlichen und der Rechtswissenschaftlichen Fakultät. Alle diese Elemente mußten ausgemerzt werden, wofür das Beamtenrecht die rechtliche Grundlage bot. […] Die Ausmerzung der jüdischen und politisch unzuverlässigen Mitglieder des Lehrkörpers führte dazu, daß 1933/34 eine beträchtliche Reihe der Lehrstühle unbesetzt war. […] Seit dem Herbst 1934 wurden die notwendigen Berufungen vorgenommen. […] Die Hochschule hat Krisen zu bestehen gehabt, aber sie hat sie bestanden. Gerade dadurch ist das Gemeinschaftsgefühl zwischen allen ihren Angehörigen gestärkt und ihre Verwurzelung in dem angestammten Boden immer fester geworden. Das berechtigt zu der Hoffnung, daß die Johann Wolfgang Goethe-Universität, die in diesem Jahre auf ein 25jähriges Bestehen zurückblickt, den kommenden Zeiten getrost und mutig entgegenschauen kann. Ihre wichtigste Aufgabe sieht sie darin, an einer der denkwürdigsten Stätte deutscher Geschichte in der deutschen Westmark zu einem Bollwerk deutscher Wissenschaft und nationalsozialistischer Gesinnung zu werden. Sie ist sich aber auch dessen bewußt, daß sie diese Aufgabe nur lösen kann mit dem höchsten Einsatz aller ihrer Kräfte im Dienste für Volk, Reich und Führer.“

Auch wenn es inzwischen Ansätze zur Aufarbeitung des von Platzhoff beschworenen Aufbruchs ab 1934 und dessen Nutznießer gibt, klingt es doch wie eine Verhöhnung von dessen Opfern, den zwischen 1933 und 1939 verfolgten und vertriebenen Wissenschaftlerinnen und Wissenschaftlern, wenn Notker Hammerstein die nationalsozialistische Säuberung ab 1933 mit der Entnazifizierung nach 1945 auf eine Stufe stellt und, bezogen auf die Wirtschafts- und Sozialwissenschaftliche Fakultät, schreibt: „Die beiden Entlassungswellen von 1933/34 und 1945/46 hatten sie ihrer wertvollsten Mitglieder beraubt.“

## Das Instrumentarium der Verfolgung und Vertreibung
Für die von den Nazis initiierten Säuberungen der Hochschulen war das
- am 7. April 1933 in Kraft getretene Gesetz zur Wiederherstellung des Berufsbeamtentums (BBG) von besonderer Bedeutung[14], da es der Entfernung der jüdischen und politisch missliebigen Beamte aus dem Dienst den scheinbar legalen Rahmen verschaffte. Vor allem die Paragraphen 3 bis 6 des BBG waren die Grundlage für die eingeleiteten Verfolgungsmaßnahmen.
  - § 3 zielte auf die Entrechtung und Entlassung sogenannter nichtarischer Beamten, wobei nach § 3 (2) „Frontkämpfer“ und Angehörige von Gefallenen des Ersten Weltkriegs von diesen Maßnahmen zunächst ausgenommen waren. Diese Ausnahmeregel, die vielfach Unterlaufen wurde, wurde nach dem Inkrafttreten des Reichsbürgergesetzes (siehe unten) im September 1935 aufgehoben.
  - § 4 betraf die Beamten, „die nach ihrer bisherigen politischen Betätigung nicht die Gewähr dafür bieten, daß sie jederzeit rückhaltlos für den nationalen Staat eintreten“.
  - § 5 regelte die vereinfachte Versetzung von Beamten, was der Frankfurter Universität 1934 Zugänge von andernorts unliebsamen Professoren bescherte.
  - § 6 bestimmte, dass Beamte „zur Vereinfachung der Verwaltung“ in den Ruhestand geschickt werden konnten. „Ein Erlass des Wissenschaftsministeriums vom Juni 1937, der die Entlassung von ‚jüdisch versippten‘ Beamten nach § 6 des GWB [BBG] forderte, führte zu weiteren Entrechtungen.“[15]
  - § 7 regelte die Durchführung der zuvor genannten Maßnahmen unter Ausschluss des Rechtsweges und legte fest, dass die Verfügungen nach den Paragraphen 2 bis 6 bis spätestens zum 30. September 1933 den Betroffenen zugestellt sein mussten.
  - § 8 regelte zusätzlich die materielle Ausgrenzung der in den Ruhestand versetzten oder entlassenen Beamten.
- Die Preußische Sparverordnung vom 12. September 1931 wurde nach der Machtergreifung vielfach dazu benutzt, „zum Zwecke der unumgänglichen Ersparnis an Personalangelegenheiten“ jüdisches und politisch unliebsames Personal zu entlassen. Sie wurde ebenfalls dazu benutzt, das Frontkämpferprivileg auszuhebeln. In Frankfurt wurde auf die Sparverordnung offenbar vor allem beim nichtbeamteten Personal zurückgegriffen, wie Benzendörfer/Birkenfeld bei ihrer Untersuchung über die medizinischen Assistenten zeigen konnten. Bei ihnen finden sich zahlreiche Hinweise darauf, dass die Stadt Frankfurt bereits am 6. April 1933, also noch vor dem Inkrafttreten des BBG, im Rückgriff auf die Sparverordnung Kündigungen aussprach. Benzenhöfer/Birkenfeld können nicht ausschließen, dass auch „arische“ Assistenten aufgrund der Sparverordnung entlassen wurden, sie sind sich aber sicher, „dass die Bezugnahme auf diesen Erlass in Frankfurt eine wichtige Rolle bei der Entfernung jüdischer bzw. als jüdisch geltender Assistenten aus dem Bereich der Universitätsmedizin spielte (es war eine pseudo-legale Maßnahme, gegen die es keine Widerspruchsmöglichkeit gab, da die ‚unumgängliche Ersparnis‘ nicht weiter begründet werden musste)“.[16]
- Eine weitere Verschärfung brachte 1934 die Reichshabilitationsverordnung (RHO), die den Universitäten die Erteilung der Lehrbefugnis entzog und dem Reichsministerium für Wissenschaft, Erziehung und Volksbildung übertrug.
- Das am 21. Januar 1935 in Kraft getretene Gesetz über die Entpflichtung und Versetzung von Hochschullehrern aus Anlass des Neuaufbaus des deutschen Hochschulwesens[17] regelte die Versetzung von Professoren oder deren Entbindung von amtlichen Verpflichtungen, „wenn es das Reichsinteresse erfordert“.
- Das Reichsbürgergesetz vom 15. September 1935, Teil der „Nürnberger Rassengesetze“, und die ihm folgenden Verordnungen führten zur endgültigen Vertreibung von jüdischen Beamten. Bereits die erste Verordnung vom 14. November 1935 unterschied zwischen „Volljuden“ und „jüdischen Mischlingen“ und begründete die Entlassung der nach dem Frontkämpferprivileg noch im Dienst verbliebenen jüdischen Beamten. Im Jahr 1938 brachten die vierte und fünfte Verordnung zum Reichsbürgergesetz das faktische Berufsverbot für Ärzte und Rechtsanwälte. Den Ärzten wurde die Approbation entzogen, wenige durften danach noch als Krankenbehandler für jüdische Menschen praktizieren, Rechtsanwälte allenfalls als jüdische Konsulenten. Nur in sehr wenigen Fällen war es von da an verfolgten Wissenschaftlern noch möglich, in Deutschland ihren Lebensunterhalt zu verdienen oder gar wissenschaftlich zu arbeiten.

## Die inneruniversitäre Zuordnung der verfolgten und vertriebenen Wissenschaftler
Die Frankfurter Universität verfügte über fünf Fakultäten – darunter, ein Novum in der deutschen Universitätsgeschichte, über keine Theologische Fakultät. Eine Zuordnung der verfolgten und vertriebenen Wissenschaftler zu diesen Fakultäten, hat bislang nur das Frankfurter Institut für Stadtgeschichte veröffentlicht, der weitgehend gefolgt werden konnte. Korrekturen erfolgten anhand des Vorlesungs- und Personalverzeichnis der Universität Frankfurt für das Winter-Halbjahr 1932/33.
Nicht immer einfach zu klären war die Zuordnung bei den Mitarbeiterinnen und Mitarbeitern universitätsnaher Institute. Abgesehen von Gerhard Bersu umfasst die entsprechende Liste jetzt nur noch Wissenschaftler und eine Wissenschaftlerin vom Institut für Sozialforschung und vom Frankfurter Psychoanalytischen Institut. Bei Renate Heuer ist die Liste der Wissenschaftler an Frankfurter Instituten noch deutlich länger, doch viele von ihnen arbeiteten im Grenzbereich von Naturwissenschaften und Medizin mit deutlicher Nähe zu medizinischen Fragestellungen und wurden deshalb von Udo Benzenhöfer den verfolgten und vertriebenen Wissenschaftlern der Medizinischen Fakultät zugerechnet. Diese Systematik wurde übernommen.
Eine besondere Gruppe bilden die Personen, die ab 1933 an die Frankfurter Universität strafversetzt wurden. Die Hintergründe hierzu werden unten skizziert.
Bei allen verfolgten und vertriebenen Personen sollte nicht ihr kompletter Lebensweg einschließlich ihres beruflichen Werdegangs dargestellt werden. Dafür kann, soweit vorhanden, auf die entsprechenden Wikipedia-Artikel zugegriffen werden. Stattdessen wurde eine tabellarische Darstellung gewählt, die es erlaubt, die Verfolgungs- und Vertreibungsschicksale unter sechs Gesichtspunkten abzubilden:
- Name
- gelebt von/bis
- Status bei der Entfernung aus der Universität
- Entlassung und Entlassungsgründe
- unmittelbare und mittelbare Folgen der Entlassung
- Folgen und Entwicklungen ab 1945

Da eine Gesamtschau zu einer extrem unübersichtlichen Tabelle geführt hätte, wurden entsprechend der organisatorischen Zuordnung der Personen zu den Fakultäten oder Sonderbereichen sieben Artikel mit den entsprechenden Tabellen erstellt.

### Zwangsversetzungen an die Goethe-Universität
In Frankfurt – bei der Stadtregierung wie in der Universität – ging seit Sommer 1933 die Angst um, das Ministerium für Wissenschaft, Kunst und Volksbildung beabsichtige trotz der vorangegangenen Säuberung eine komplette Schließung der Universität. Indizien hierfür waren Versetzungen nach § 5 BBG von andernorts nicht genehmen Professoren nach Frankfurt, die im Falle einer Universitätsschließung endgültig ihre Stellung verloren hätten. Oberbürgermeister Friedrich Krebs beschwerte sich deshalb Mitte 1934 in einem Brief an den Minister darüber, „daß unsere Universität zu einem Abstellbahnhof für solche Professoren wird, die entweder als Nichtarier überhaupt nicht mehr verwendbar sind oder an anderen Universitäten nicht gewünscht werden“. Die Universität wurde letztlich nicht geschlossen, da aber auch über ihren Fortbestand keine endgültige Entscheidung getroffen wurde, war die aus dieser Unsicherheit resultierende Angst „ein bestimmendes Moment für viele Aktivitäten in den darauffolgenden Jahren“.
Für die sechs nach Frankfurt versetzten Professoren ergab sich aus dem Fortbestand der Universität keine Sicherheit. Sie wurden alle mit den üblichen Mitteln aus dem Universitätsdienst entfernt.

## Rückkehr und Wiedergutmachung
Weitgehend unberücksichtigt bleiben mussten in den Listen die vielen Fällen einer zweiten Verfolgung, der diejenigen ausgesetzt waren, die die Zeit des Nationalsozialismus in der Emigration überlebt hatten und nach Deutschland zurückkehren oder Entschädigung für erlittenes Unrecht erhalten wollten. Vielen war es nicht und anderen nur nach einem oft demütigenden Wiedergutmachungsverfahren möglich, an ihre berufliche Karriere vor 1933 anzuknüpfen, und nicht wenige wollten das aus der Sicht der während der NS-Zeit zu Amt und Würden gekommenen oder gebliebenen Universitätsangehörigen auch nicht. „Viele der seit 1933 zwangspensionierten Kollegen waren inzwischen freilich im Ausland zu Amt und Würden gelangt, so daß die Hoffnung, sie zurückzugewinnen, nur gering war. Allein Beutler war am Ort, aber daß Martin Buber, oder Ernst Kantorowicz, Kurt Riezler, Paul Tillich, Max Horkheimer zurückkehren würden , wagte kaum einer zu hoffen – und wünschten manche wohl auch nicht.“ Horkheimer kam zurück, anderen blieb das verwehrt. Exemplarisch für in Frankfurt unerwünschte Wissenschaftler stehen die Namen von Philipp Schwartz und Hans Weil.
Zur Mehrzahl der in den Listen der in der NS-Zeit verfolgten und vertriebenen Wissenschaftler der Goethe-Universität erwähnten Personen sind Akten über Wiedergutmachungsverfahren oder gerichtliche Entschädigungsverfahren erhalten. Diese Akten lagern im Hessischen Hauptstaatsarchiv in Wiesbaden (Bestand 518) und sind dort auch einsehbar. Zum einen erfährt man dadurch etwas über die Schwierigkeiten der Re-Emigranten, im Nachkriegsdeutschland Anerkennung zu finden, zum anderen sind diese Akten aber eine meist noch ungenutzte Quelle über individuelle Schicksale von Personen, deren Weg in die Emigration und das Leben im Exil. Heuer/Wolf und auch Benzenhöfer haben nur sporadisch auf dieses Archivmaterial zurückgegriffen, und auch vielen Wikipedia-Artikeln außerhalb der Listen über die verfolgten NS-Opfer der JWGU verdeutlichen, dass dieses Archivalien nicht ausgewertet sind. Für die Listen  wurde jedoch in den einzelnen Kurzbiographien sofern vorhanden auf die entsprechenden Akten im Hessischen Hauptstaatsarchiv verwiesen, so dass eine spätere Einbeziehung einfacher möglich wird. Systematisch erforscht ist dieses Kapitel der Re-Emigration noch immer nicht – womit sich der Kreis zu der ebenfalls noch ungenügend erforschten Geschichte der Verfolgung und Vertreibung jüdischer und/oder politisch missliebiger Wissenschaftlerinnen und Wissenschaftler der JWGU während der NS-Zeit schließt.

## Gedenkstätte
Auf dem Campus Westend wurde das 2008 erbaute Wollheim-Memorial errichtet. 